# Lakšárska duna
Lakšárska duna este o arie protejată (arie specială de conservare — SAC, sit de importanță comunitară — SCI) din Slovacia întinsă pe o suprafață de 5,28 ha, integral pe uscat.

## Localizare
Centrul sitului Lakšárska duna este situat la coordonatele 48°34′57″N 17°10′33″E / 48.5825°N 17.175833°E.

## Înființare
Situl Lakšárska duna a fost declarat sit de importanță comunitară în octombrie 2011 pentru a proteja un număr necunoscut de specii din flora spontană și fauna sălbatică aflate în arealul zonei. Situl a fost protejat și ca arie specială de conservare în august 2011.

## Biodiversitate
Situată în ecoregiunea panonică, aria protejată conține 1 habitat natural: Dune continentale panonice.
La baza desemnării sitului se află un număr nedeclarat de specii protejate.
Pe lângă speciile protejate, pe teritoriul sitului au mai fost identificate 2 specii de plante, 1 specie de amfibieni, 9 specii de nevertebrate.